# Definitio fit per genus proximum et differentiam specificam
 Definitio fit per genus proximum et differentiam specificam лат.(изговор: дефиницио фит пер генус проксимум ет диференцијам спецификам.) Дефиниција се изриче најближим сродним појмом и посебним разликама.

## Поријекло изреке
Није познато ко је изрекао ову сентенцију.

## Значење
Дефинисати неки појам можемо једино сродним, и појмом са посебним разликама у односу на појмове исте врсте.

## Тумачење
Дефинише се сродним појмом, појмом што јесте, а никако појомом што није, односно, како Латини објашњавају  у другој сентенцији лат. Definitio ne sit negans.